# Vladimir Demikhov
Vladimir Petrovich Demikhov (Kulini Farm, 18 de Julho de 1916 – Moscou, Novembro de 1998) foi um cientista Soviético e pioneiro no transplante de órgão, que fez vários transplantes nos anos de 1930s e 1950s, como a transplantação de um coração dentro de um animal e uma substituição de pulmão e coração em um animal. Ele também é bem conhecido pelo transplante de cabeças de cachorro.  Entre as outras experiências da lista, estão o enxerto de cabeça, ombros e pernas dianteiras de um filhote de cachorro no pescoço de um pastor alemão pelo cirurgião soviético.
Vladimir P. Demikhov concluiu os 7 anos básicos de ensino (equivalente a se formar na escola nos dias de hoje) em 1931. Logo após receber seu diploma de ensino fundamental, teve que começar a trabalhar como chaveiro e reparador de tratores em Stalingrado, apesar dos problemas financeiros que enfrentava, estudou em uma escola de fábrica, onde lá começou suas primeiras ideias de transplantes, junto com a construção de uma peça do protótipo que mais pra frente viria a ser um coração de metal. Se formou no ensino médio em junho de 1933 na escola de Lipetsk. Posteriormente conseguiu uma carta de recomendação do Komsomol ( Liga Comunista Lenista da Juventude de Toda a União) para se matricular no departamento de fisiologia animal na universidade de Voronezh, onde planejava terminar a ideia do coração artificial, que só viria ser finalizada em 1937. O coração consistia em duas bombas de membrana adjacente que funcionavam como dois ventrículos cardíacos. Sendo baseada no primeiro aparelho de assistência circulatória criado em 1936, no qual seu único problema, era seu tamanho. Foi pensando nisso e usando suas habilidades adquiridas na escola de fabricas que Demikhov desenvolveu um coração artificial que pudesse caber dentro da caixa torácica de um cachorro, mesmo sem sucesso, seu projeto foi capaz de manter um cachorro vivo por cerca de 5h:30min. Em 1947 Demikhov realizou uma cirurgia bem sucedida de transplante ortotópico de pulmão, assim como o cardiotorácicos e transplantes renais. 
Em 1954 foi realizado sua cirurgia mais famosa, o transplante da cabeça de um cachorro menos para os ombros de um cachorro maior. Essa cirurgia demandou o acréscimo de um segundo coração para alimentar a segunda cabeça, além de remanejo das veias e artérias do animal para que fossem ligadas com a do animal menor. Foi uma cirurgia de sucesso passageiro. Teve exibição do animal para outros médicos, cientistas e cirurgiões observarem. Foi publicado até uma matéria na revista Times no dia 17 de janeiro de 1955. Para a infelicidade de Demikhov, a criatura morreu 2 meses e meio depois, por complicações na recuperação. Depois disso seus trabalhos não obtiveram grandes financiamentos do governo, por considerarem grotescos e desnecessários. a única coisa que seu trabalho lhe rendeu, foi o reconhecimento como pioneiro no transplante de coração e pulmão, pouco antes dele vir a falecer.
Demikhov morreu no anonimato em 1998, mas foi premiado com a Ordem "Por serviços prestados ao País", Terceira Classe, um pouco antes de sua morte.